# Lair
Lair — видеоигра в жанре приключения с элементами боевика, разработанная Factor 5 и изданная компанией Sony Computer Entertainment для игровой приставки Sony PlayStation 3.

## Сюжет
Действие игры происходит в мире, который усеян многочисленными вулканами, чья активность уничтожает земли и загрязняет воздух. Из-за этого, люди разделились на два королевства: Мокаи, чьи земли засушливы и бедны ресурсами и благородными Асилианами, которым досталась нетронутая вулканами плодородная зелёная страна. Мокаи естественно озлоблены на Асилиан и желают заполучить их земли. Конфликт между королевствами неминуем.

## Геймплей
Игрок управляет наездником на драконах по имени Рон. Рону даются различные задачи, которые он должен выполнить на определённом участке, например уничтожение противника или объекта. После прохождения уровня игрок получает медаль, в зависимости от качества проделанной работы. Добытые медали открывают доступ к новым комбо и видеороликам.
Большинство сражений в игре проходят в воздухе, лишь несколько проводятся на суше.
Игра использует сенсоры положения джойстика, таким образом изменяя положение контроллера в пространстве игрок управляет полётом дракона.
Это первая игра для Playstation 3, использующая портативную PSP в качестве экрана отображения. Таким образом, PS3 выполняет просчитывание всех игровых процессов и посылает видеосигнал на PSP, позволяя игроку вернуться в игру в любом месте, где доступен Интернет.

## Рецензии
| Сводный рейтинг    | Сводный рейтинг |
| Агрегатор          | Оценка          |
| ------------------ | --------------- |
| GameRankings       | 55,65 %         |
| Metacritic         | 53/100          |
| Иноязычные издания |                 |
| Издание            | Оценка          |
| Edge               | 3/10            |
| EGM                | 5,5/10          |
| Eurogamer          | 4/10            |
| Famitsu            | 33/40           |
| Game Informer      | 7,25/10         |
| GamePro            | 3,75/5          |
| GameRevolution     | C−              |
| GameSpot           | 4,5/10          |
| GameSpy            | [ 12 ]          |
| GameTrailers       | 6/10            |
| GameZone           | 7,5/10          |
| IGN                | 4,9/10          |
| PSM                | 5/10            |
| 411Mania           | 2,5/10          |

Игра была прохладно встречена критиками игровых изданий США, но всё же получила хорошие отзывы за дизайн, музыкальное сопровождение и качественную графику. Более всего подверглось критике управление в игре.